# كلاي وينر
كلاي وينر (بالإنجليزية: Clay Weiner)‏ هو منتج أفلام وكاتب وفنان ومخرج أمريكي، ولد في 1975 في الولايات المتحدة.

## وصلات خارجية
- كلاي وينر على موقع IMDb (الإنجليزية)
- كلاي وينر على موقع ألو سيني (الفرنسية)
- كلاي وينر على موقع أول موفي (الإنجليزية)
- كلاي وينر على موقع قاعدة بيانات الفيلم (الإنجليزية)
- كلاي وينر على موقع كينوبويسك (الروسية)